# Spilomicrus annulicornis
Spilomicrus annulicornis är en stekelart som beskrevs av Jean-Jacques Kieffer 1911. Spilomicrus annulicornis ingår i släktet Spilomicrus, och familjen hyllhornsteklar. Arten är reproducerande i Sverige.